# Anatolij Timofeevič Fomenko
Anatolij Timofeevič Fomenko (in russo Анато́лий Тимофе́евич Фоме́нко?; Donec'k, 13 marzo 1945) è un matematico e fisico russo, professore all'Università statale di Mosca, noto per essere autore della teoria nota come nuova cronologia.

## Biografia
Come matematico si occupa di topologia ed è membro dell'Accademia russa delle scienze e autore di 180 pubblicazioni scientifiche, di 26 monografie e libri di testo.

### Nuova cronologia
Anatolij Fomenko è anche autore di libri scientifici in cui ha elaborato e promosso quella che lui ha chiamato la Nuova cronologia, ovvero una sua teoria personale secondo la quale tutti gli avvenimenti della storia del mondo sarebbero avvenuti in tempi diversi da quelli comunemente riconosciuti.